# Okup (film 1996)
Okup (oryg. Ransom) – film z 1996 roku w reżyserii Rona Howarda. Luźny remake filmu Okup z 1956 roku.

## Obsada
- Mel Gibson jako Tom Mullen
- Rene Russo jako Kate Mullen
- Brawley Nolte jako Sean Mullen
- Gary Sinise jako detektyw Jimmy Shaker
- Delroy Lindo jako agent Lonnie Hawkins
- Lili Taylor jako Maris Conner
- Liev Schreiber jako Clark Barnes
- Donnie Wahlberg jako Cubby Barnes
- Evan Handler jako Miles Roberts
- Nancy Ticotin jako agentka Kimba Welch
- Michael Gaston jako agent Jack Sickler
- Kevin Neil McCready jako agent Paul Rhodes
- Paul Guilfoyle jako Wallace
- Allen Bernstein jako Bob Stone

i inni.

## Nagrody i wyróżnienia
- Złote Globy 1996
  - Mel Gibson – najlepszy aktor dramatyczny (nominacja)